# Tamila Mikolajivna Himics
Tamila Himics (ukránul: Таміла Миколаївна Хімич; 1994. szeptember 13. –) ukrán női válogatott labdarúgó, az ETO FC Győr játékosa.

## Pályafutása
A Csernyihivi régióban született és gyermekkora óta atletizált. A labdarúgás iránt 2007-ben köteleződött el és a ZsFK Csernyihiv akadémiáján indult karrierje.
2011-ben aláírta első szerződését a Lehendához, akiknél ez év június 5-én mutatkozott be az ukrán bajnokságban. Néhány nappal később első találatát is megszerezte és 2016-ig 69 meccsen 43 gólt jegyezhetett fel.

## Sikerei

### Klubcsapatokban
Fehérorosz bajnok (3):
- ZsFK Minszk (3): 2017, 2018, 2019

 Fehérorosz kupagyőztes (3):
- ZsFK Minszk (3): 2017, 2018, 2019

 Horvát kupagyőztes (1):
- ŽNK Split (1): 2021

## Statisztikái

### A válogatottban
2022. szeptember 6-ával bezárólag
| Válogatott | Szezon   | Mérk. | Gól |
| ---------- | -------- | ----- | --- |
| Ukrajna    |          |       |     |
| 2016       | 6        | 0     |     |
| 2017       | 2        | 0     |     |
| 2018       | 9        | 0     |     |
| 2019       | 9        | 1     |     |
| 2020       | 8        | 0     |     |
| 2021       | 10       | 2     |     |
| 2022       | 7        | 0     |     |
| Összesen   | Összesen | 51    | 3   |